# アレクサンダー・グスタフソン
アレクサンダー・グスタフソン（Alexander Gustafsson、1987年1月15日 - ）は、スウェーデンの男性総合格闘家。ヴェストマンランド県アルボガ出身。オールスターズ・トレーニングセンター/アライアンスMMA所属。

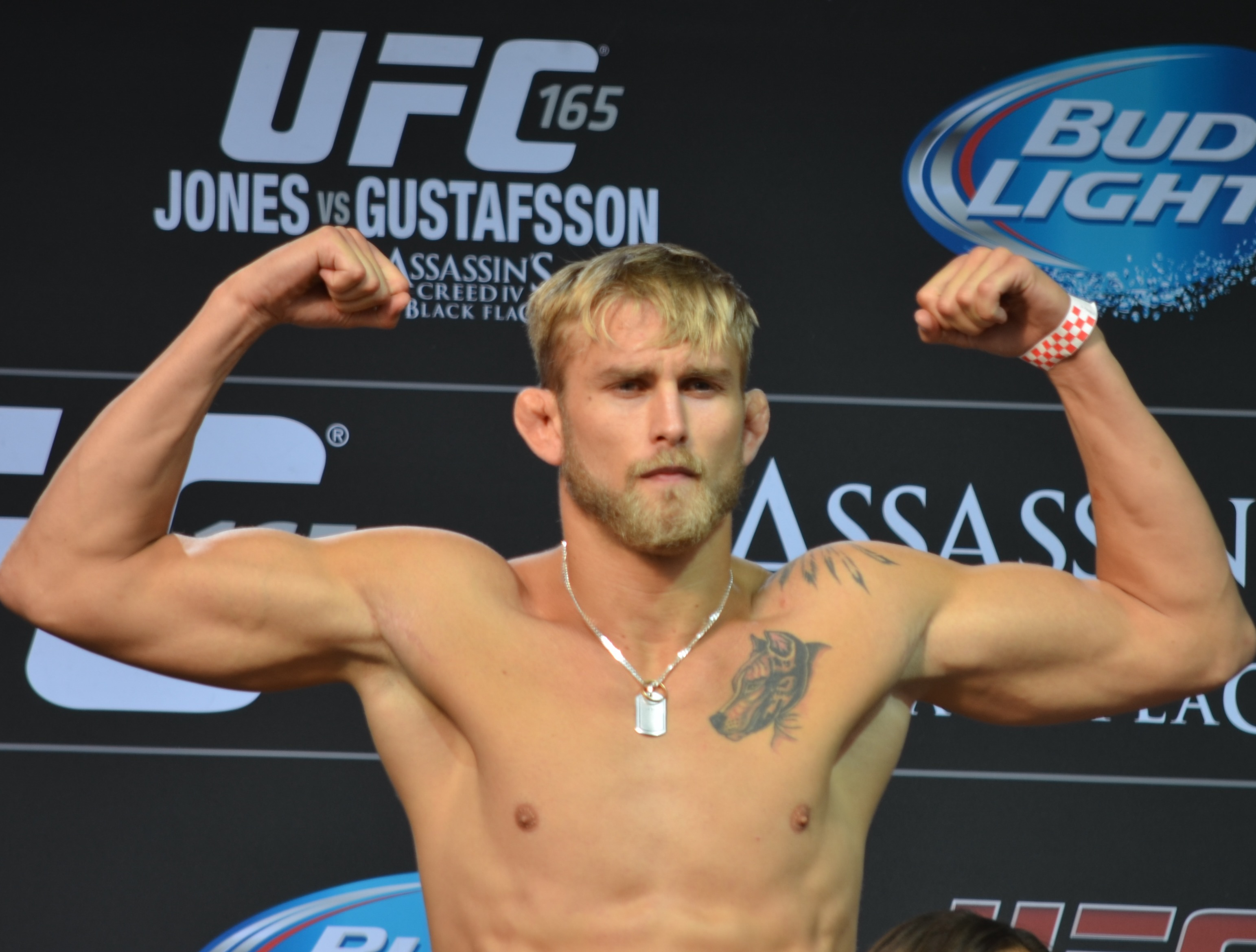
計量時のグスタフソン

## 来歴
10歳からボクシングを始め、アマチュアボクシングで16歳の時にスウェーデンのユース全国選手権で優勝、2008年と2009年にトーナメントを連覇しスーパーヘビー級王者となった。その一方で10代の頃は町で喧嘩に明け暮れ、18歳の時には加重暴行罪で懲役1年3か月の判決を受けるが、周囲の環境を変えるため故郷アルボガを離れ、2006年から始めた総合格闘技に打ち込むことで更生を果たした。
2007年11月17日、フィンランドで開催された修斗にてプロ総合格闘技デビュー。その後、ヨーロッパを中心に参戦し、8連勝を収めた。

### UFC
2009年11月14日、UFC初参戦となったUFC 105でジャレッド・ハマンと対戦し、1R41秒でKO勝ちを収めた。
2010年4月10日、UFC 112でフィル・デイヴィスと対戦し、アナコンダチョークによる一本負け。キャリア10戦目での初黒星となり、この敗北を機にアライアンスMMAでデイヴィスらと練習するようになる。
2012年4月14日、母国スウェーデンで開催されたUFC on Fuel TV 2でチアゴ・シウバと対戦し、3-0の判定勝ち。当初はアントニオ・ホジェリオ・ノゲイラと対戦する予定であったがホジェリオの負傷欠場により対戦相手がシウバに変更された。
2012年12月8日、UFC on FOX 5で元UFC世界ライトヘビー級王者のマウリシオ・ショーグンと対戦し、3-0の判定勝ち。
2013年9月21日、UFC 165のUFC世界ライトヘビー級タイトルマッチで王者ジョン・ジョーンズに挑戦。試合前は圧倒的不利の予想をされていたが、ジョーンズからキャリア初のテイクダウンを奪うなど奮戦してパンチでジョーンズを追い詰め、後にジョーンズに最も過酷な試合だったと言わしめる死闘を繰り広げるも、0-3の5R判定負けを喫し王座獲得に失敗した。敗れはしたものの、ファイト・オブ・ザ・ナイトを受賞した。また、試合は高い評価を受けESPN、FOXスポーツ、Yahooスポーツ、SHERDOGなど各メディアの年間最高試合賞を受賞した。2020年3月7日、この試合はUFC殿堂入りを果たした。
2014年3月8日、UFC Fight Night: Gustafsson vs. Manuwaでライトヘビー級ランキング11位のジミ・マヌワと対戦し、右アッパーからのパウンドで2RTKO勝ち。ファイト・オブ・ザ・ナイトとパフォーマンス・オブ・ザ・ナイトを同時受賞した。
2015年1月24日、母国スウェーデンで開催されたUFC on FOX 14のライトヘビー級王座挑戦者決定戦でライトヘビー級ランキング3位のアンソニー・ジョンソンと対戦し、パウンドで1RTKO負け。アメリカの放送に合わせてスウェーデンの深夜3時頃の開催となったが、それでも試合会場に3万人以上の観衆を集め、母国でのグスタフソンの人気の高さを示した。
2015年10月3日、UFC 192のUFC世界ライトヘビー級タイトルマッチで王者ダニエル・コーミエに挑戦し、3Rに顔面への膝蹴りとパンチでダウンを奪うも、1-2の5R判定負けを喫し王座獲得に失敗。敗れはしたもののファイト・オブ・ザ・ナイトを受賞した。
2017年5月28日、UFC Fight Night: Gustafsson vs. Teixeiraでライトヘビー級ランキング2位のグローバー・テイシェイラと対戦。5Rに右アッパー3連発から右フックをヒットさせKO勝ち。ファイト・オブ・ザ・ナイトを受賞した。試合後の勝者インタビューでガールフレンドをオクタゴン内に呼び公開プロポーズを成功させた。
2018年12月29日、約1年7ヶ月ぶりの復帰戦となったUFC 232のUFC世界ライトヘビー級王座決定戦でライトヘビー級ランキング1位のジョン・ジョーンズと約5年半ぶりに再戦し、パウンドで3RTKO負け。王座獲得に失敗した。
2019年6月1日、UFC Fight Night: Gustafsson vs. Smithでライトヘビー級ランキング4位のアンソニー・スミスと対戦し、4Rにリアネイキドチョークで一本負け。試合後に「ショーは終わりだ」と語り、引退を表明した 。
2020年7月26日、ヘビー級転向初戦となったUFC on ESPN: Whittaker vs. Tillでヘビー級ランキング14位のファブリシオ・ヴェウドゥムと対戦し、腕ひしぎ十字固めで1R一本負け。
2022年7月23日、UFC Fight Night: Volkov vs. Aspinallでライトヘビー級ランキング11位のニキータ・クリーロフと対戦し、クリンチ際の左アッパーでダウンを奪われパウンドで1RKO負け。

## ファイトスタイル
アマチュアボクシングのスウェーデン王者という実績通り、ボクシングを基盤にしたスタイルを持ち、スタンドでの打撃テクニックはライトヘビー級の中でもハイレベルなテクニックを誇るストライカー。パワー偏重の重量級としては珍しい、素早く細かなフットワークでオクタゴンの広範囲を旋回し、相手の隙をついて長いリーチを生かしたシャープなパンチを打ち込むスタイルを主体としている。また、ストライカーでありながら、テイクダウン能力とテイクダウンディフェンス能力共に優れており、オリンピックレスラーのダニエル・コーミエからテイクダウンを奪い、ジョン・ジョーンズからはキャリア初のテイクダウンを奪ったことでも知られている。

## 人物・エピソード
- 自身のニックネームである「ザ・モーラー（The Mauler）」は、キャリア初期のトレーニングパートナーが、グスタフソンのパワフルな打撃と、無鉄砲で負けん気が強い性格を見てつけたものに由来する[11]。
- 母国スウェーデンでは絶大な人気を持ち、2014年にスウェーデンでの自身の知名度について「ズラタン・イブラヒモビッチが10なら、俺は5かな？」と語っている[12]。
- トレーニングは基本的にスウェーデンのオールスターズ・トレーニングセンターで行っているが、試合前のキャンプは交流のあるアメリカのアライアンスMMAで行うことや、アライアンスMMAから選手をスウェーデンに呼び寄せて行う。また、過去に対戦経験のあるフィル・デイビスやジミ・マヌワと共にトレーニングを行うことも多い。
- 最も尊敬する総合格闘家としてエメリヤーエンコ・ヒョードルの名を挙げ、自身が総合格闘技を始めるきっかけにもなったと語っている。
- 同じスウェーデン人でボクシング世界2階級制覇王者のバドゥ・ジャックとはアマチュアボクシング時代に何度かスパーリングを行って以来の長い友人[13]。

## 戦績
| 総合格闘技 戦績 | 総合格闘技 戦績 | 総合格闘技 戦績 | 総合格闘技 戦績 | 総合格闘技 戦績 | 総合格闘技 戦績 | 総合格闘技 戦績 |
| --------------- | --------------- | --------------- | --------------- | --------------- | --------------- | --------------- |
| 26 試合         | (T)KO           | 一本            | 判定            | その他          | 引き分け        | 無効試合        |
| 18 勝           | 11              | 3               | 4               | 0               | 0               | 0               |
| 8 敗            | 3               | 3               | 2               | 0               | 0               | 0               |

| 勝敗 | 対戦相手                     | 試合結果                             | 大会名                                                                  | 開催年月日     |
| ×    | ニキータ・クリーロフ         | 1R 1:07 KO（左アッパー→パウンド）    | UFC Fight Night: Blaydes vs. Aspinall                                   | 2022年7月23日  |
| ×    | ファブリシオ・ヴェウドゥム   | 1R 2:30 腕ひしぎ十字固め             | UFC on ESPN 14: Whittaker vs. Till                                      | 2020年7月26日  |
| ×    | アンソニー・スミス           | 4R 2:38 リアネイキドチョーク         | UFC Fight Night: Gustafsson vs. Smith                                   | 2019年6月1日   |
| ×    | ジョン・ジョーンズ           | 3R 2:02 TKO（パウンド）              | UFC 232: Jones vs. Gustafsson 2 【UFC世界ライトヘビー級王座決定戦】     | 2018年12月29日 |
| ○    | グローバー・テイシェイラ     | 5R 1:07 KO（右アッパー→右フック）    | UFC Fight Night: Gustafsson vs. Teixeira                                | 2017年5月28日  |
| ○    | ヤン・ブラホヴィッチ         | 5分3R終了 判定3-0                    | UFC Fight Night: Arlovski vs. Barnett                                   | 2016年9月3日   |
| ×    | ダニエル・コーミエ           | 5分5R終了 判定1-2                    | UFC 192: Cormier vs. Gustafsson 【UFC世界ライトヘビー級タイトルマッチ】 | 2015年10月3日  |
| ×    | アンソニー・ジョンソン       | 1R 2:15 TKO（パウンド）              | UFC on FOX 14: Gustafsson vs. Johnson                                   | 2015年1月24日  |
| ○    | ジミ・マヌワ                 | 2R 1:18 TKO（右アッパー→パウンド）   | UFC Fight Night: Gustafsson vs. Manuwa                                  | 2014年3月8日   |
| ×    | ジョン・ジョーンズ           | 5分5R終了 判定0-3                    | UFC 165: Jones vs. Gustafsson 【UFC世界ライトヘビー級タイトルマッチ】   | 2013年9月21日  |
| ○    | マウリシオ・ショーグン       | 5分3R終了 判定3-0                    | UFC on FOX 5: Henderson vs. Diaz                                        | 2012年12月8日  |
| ○    | チアゴ・シウバ               | 5分3R終了 判定3-0                    | UFC on Fuel TV 2: Gustafsson vs. Silva                                  | 2012年4月14日  |
| ○    | ウラジミール・マティシェンコ | 1R 2:13 TKO（左ストレート→パウンド） | UFC 141: Lesnar vs. Overeem                                             | 2011年12月30日 |
| ○    | マット・ハミル               | 2R 3:41 TKO（パウンド）              | UFC 133: Evans vs. Ortiz                                                | 2011年8月6日   |
| ○    | ジェームス・テフナ           | 1R 4:27 チョークスリーパー           | UFC 127: Penn vs. Fitch                                                 | 2011年2月27日  |
| ○    | シリル・ディアバテ           | 2R 2:41 チョークスリーパー           | UFC 120: Bisping vs. Akiyama                                            | 2010年10月16日 |
| ×    | フィル・デイヴィス           | 1R 4:55 アナコンダチョーク           | UFC 112: Invincible                                                     | 2010年4月10日  |
| ○    | ジャレッド・ハマン           | 1R 0:41 KO（右ストレート→パウンド）  | UFC 105: Couture vs. Vera                                               | 2009年11月14日 |
| ○    | ウラジミール・シュマロフ     | 1R 2:37 KO（パンチ連打）             | Superior Challenge 3: Untamed                                           | 2009年5月30日  |
| ○    | ペドロ・クェトグラス         | 1R 2:08 TKO（パンチ連打）            | The Zone FC: Shockwave                                                  | 2008年11月8日  |
| ○    | クシシュトフ・クラク         | 5分2R終了 判定3-0                    | KSW: Extra                                                              | 2008年9月13日  |
| ○    | マテオ・ミノンジオ           | 1R 3:52 TKO（パンチ連打）            | The Zone FC: Showdown                                                   | 2008年5月10日  |
| ○    | フローリアン・ミュラー       | 2R 3:44 TKO（パンチ連打）            | Fite Selektor                                                           | 2008年3月13日  |
| ○    | ファーボッド・ファダミ       | 1R 2:31 TKO（パンチ連打）            | The Zone FC: The Zone                                                   | 2008年2月9日   |
| ○    | ミカエル・ハイダリ           | 1R 0:50 TKO（パンチ連打）            | FinnFight 9                                                             | 2007年12月15日 |
| ○    | サク・ヘイコラ               | 2R 3:42 チョークスリーパー           | Shooto Finland: Chicago Collision 3                                     | 2007年11月17日 |

## 獲得タイトル
- スウェーデンユースボクシング選手権 ライトヘビー級 優勝（2003年）
- KPカップ ボクシング ヘビー級 優勝（2008年）
- KPカップ ボクシング ヘビー級 優勝（2009年）
- テンスタ・ボックス・オープン ヘビー級 優勝（2009年）

## 表彰
- ブラジリアン柔術 紫帯
- UFC ファイト・オブ・ザ・ナイト（4回）
- UFC パフォーマンス・オブ・ザ・ナイト（1回）
- UFC ファイト・オブ・ザ・イヤー（2013年/ジョン・ジョーンズ戦）
- ESPN ファイト・オブ・ザ・イヤー（2013年/ジョン・ジョーンズ戦）
- FOXスポーツ ファイト・オブ・ザ・イヤー（2013年/ジョン・ジョーンズ戦）
- Yahoo! Sports ファイト・オブ・ザ・イヤー（2013年/ジョン・ジョーンズ戦）
- SHERDOG ファイト・オブ・ザ・イヤー（2013年/ジョン・ジョーンズ戦）